# Chiesa di San Mattia (Berlino)
La chiesa di San Mattia (in tedesco St. Matthias) è una chiesa cattolica di Berlino, sita nel quartiere di Schöneberg.
Costruita alla fine del XIX secolo in stile neogotico, è posta sotto tutela monumentale (Denkmalschutz).

## Storia
La parrocchia di San Mattia venne istituita a seguito di un lascito testamentale di Matthias Aulike, direttore del Ministero per il Culto del Regno di Prussia con delega ai rapporti con la Chiesa cattolica; nel testamento venne inserita la clausola che i sacerdoti officianti nella nuova parrocchia sarebbero dovuti provenire dalla diocesi di Münster, città d’origine dell’Aulike.
La prima chiesa parrocchiale venne eretta dal 1867 al 1868 sulla Potsdamer Straße; dopo alcuni lustri venne sostituita dall’edificio definitivo sul Winterfeldtplatz, costruito dal 1893 al 1895 seguendo un progetto di Engelbert Seibertz risultato vincitore di un concorso.
Durante la seconda guerra mondiale la chiesa fu gravemente danneggiata dai bombardamenti: andarono perduti l’interno, le vetrate e il coronamento della torre di facciata. La ricostruzione, in forme semplificate, fu curata da Felix Hinssen.
Dal 1987 al 1989 fu effettuato un restauro approfondito dell’interno.

## Caratteristiche
La chiesa è posta sul lato meridionale del Winterfeldtplatz, isolata dagli edifici circostanti; l’ingresso principale è posto sul lato sud, in fregio alla Pallasstraße.
L’edificio, in stile neogotico, è rivestito esternamente in mattoni rossi, con dettagli in pietra arenaria. Al centro della facciata si erge una torre, in origine conclusa da un coronamento a punta, distrutto durante la seconda guerra mondiale e non ricostruito.
L’interno, a forma di sala (Hallenkirche), è a tre navate, concluse verso il fondo da un coro principale centrale e due laterali secondari. I finestroni che danno luce all’interno sono ornati da un ciclo di 28 vetrate, realizzate da Hermann Gottfried in occasione del restauro del 1987-89.